# 張名立
張名立（16世紀—17世紀），字德饒，南直隸鳳陽府潁州太和縣人，明朝政治人物。

## 生平
張名立父親張四重，某天住在旅館，拒絕私奔的女子進入，又有客人把千金寄存在他家，數年後客人取回，發現根本從未開啟，後成鄉飲賓。他侍奉父母孝順，見義勇為，萬曆二十八年（1600年）舉應天鄉試，萬曆三十八年（1610年）會試中副榜，授秦州知州，任內廉潔愛民，每次行刑總會哀憐不已，不久致仕回鄉，興建數個草廬教育子弟讀書，崇禎八年（1635年）流寇逼近太和縣城時誓死防禦，北京失陷後有高節名聲。

## 引用
1. 1 2  民國《太和縣志·卷八·人物志上》：張名立，字德饒，鄉賓四重子，事親孝，見義必為；萬曆舉人，中會試乙榜，官秦州知州，廉謹愛民，每行刑輙哀矜不已。致仕歸，築草廬數椽課子姪，讀書其間；崇禎八年流寇逼城，誓死防禦，城賴以存，國變後以高節著。
2. ↑  四庫全書《江南通志·卷一百二十九·選舉志 舉人五》：萬厯二十八年庚子科 李應昌等共百四十人，秪列八十……張名立 太和人
3. ↑  民國《太和縣志·卷九·人物志下》：萬歷庚子（舉人） 張名立 見進士乙榜……（萬曆）庚戌（乙榜） 張名立 有傳
4. ↑  四庫全書《江南通志·卷一百六十二·人物志 孝義六》：張四重，太和人，嘗宿旅邸，有女私奔，重楗戶不納，有客寄以千金，數年後來取，封識宛然。子名立，領鄉薦，庚戌中乙榜。